# Age Johan Looxma van Welderen Rengers
Age Johan Looxma van Welderen baron Rengers (Leeuwarden, 7 september 1875 – Amersfoort, 24 februari 1947) was een Nederlands bestuurder.

## Familie
Rengers was een lid van de familie Rengers. Bij Koninklijk Besluit van 9 april 1878 werd toestemming verleend om de naam Looxma aan de zijne toe te voegen. Hij was een zoon van Wilco Julius van Welderen baron Rengers (1834-1916) en Catharina Theresia Looxma (1843-1911). Zijn vader en zijn broers Theo van Welderen baron Rengers (1867-1945) en Johan Edzart van Welderen Rengers (1877-1963) waren onder andere lid van de Eerste Kamer der Staten-Generaal. Hij trouwde in 1901 met Louise gravin Schimmelpenninck (1880-1975), lid van de familie Schimmelpenninck.

## Loopbaan
Rengers werd in 1901 benoemd tot burgemeester van Menaldumadeel en woonde met zijn gezin in Dronrijp. Hij was daarnaast commissaris van de N.V. "Noordelijk Landbouw-Crediet". Hij kreeg in 1912 op zijn verzoek eervol ontslag als burgemeester en vestigde zich in Amersfoort. Hij was van 1919 tot 1946 actief voor diverse waterschappen en was onder meer dijkgraaf van het Hoogheemraadschap van den Bunschoter Veen- en Veldendijk en van het waterschap Eemnes. Hij was grondlegger van de ruilverkaveling in de Eemnesserpolder. De Rengerswetering, een watergang en uitbreidingsplan van de gemeente Bunschoten, is naar hem vernoemd.
Rengers werd in 1939 benoemd tot Officier in de Orde van Oranje-Nassau. Hij overleed in 1947, op 71-jarige leeftijd.